# Речани (племе)
Речани  (пољ. Rzeczanie; рус. Речане) су средњовековно западнословенско племе, део племенског савеза Љутића, које је живело у горњем току реке Хавел. Живели су јужно од великог племена Украна и северно од Шпревљана.

## Историја
Када је Отон I основао Бранденбуршку бискупију 948, у њен састав су ушле области које су насељавали Речани и Украни. Световну власт у њој вршили су, маркгрофови које је именовао цар. Да би се одбранила од немачких освајача и покушаја покрштавања, западнословенска племена Хижани, Прекопјенци, Доленчани и Ретари удружила су се у Љутићки племенски савез, након чега су им се придружили Украни и Речани. После успешног устанка 983. године, Љутићи су повратили независност. За разлику од делова западнословенских Бодрића и Поморјана, љутићка племена су сачувала своју стару словенску веру.
Након 1100. године, Љутићки племенски савез је био у расулу због све већих унутрашњих сукоба, који су слабили његове чланове у односу на спољне непријатеље. Вендски крсташки рат (1147), који је одобрио папа, имао је за циљ уништење Љутића, укључујући племе Речана. Поред немачких кнежева, у поход су били укључени и Данци и Пољаци. Као резултат рата, области које су се налазиле северно, североисточно и источно од земље Речана, а које су насељавали Ретари и Украни, припале су Поморјанима, који су били под пољском феудалном влашћу, док је земља Речана дошала под власт Алберта Медведа.